# Chaînon Rainbow (plateau Chilcotin)
Pour les articles homonymes, voir Chaînon Rainbow.
Le chaînon Rainbow, en anglais : Rainbow Range (littéralement de l'« arc-en-ciel ».), est un massif de montagnes situé sur le plateau Chilcotin et anciennement associé aux chaînons Kitimat en Colombie-Britannique, au Canada. Le point culminant est le pic Tsitsutl avec 2 495 mètres d'altitude.
Le chaînon Rainbow, actif il y a 8 millions d'années, fait partie du point chaud d'Anahim.

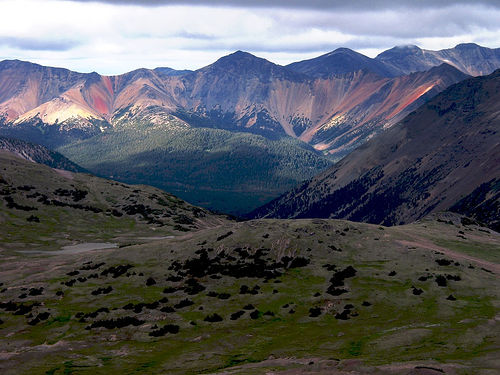
Chaînon Rainbow.